# 卵石山 (阿拉巴馬州)
卵石山（英語：Pebble Hill）是位於美國阿拉巴馬州威爾科克斯縣的一個非建制地區。該地的面積和人口皆未知。

## 地理
卵石山的座標為31°56′21″N 87°20′36″W / 31.93917°N 87.34333°W，而該地的平均海拔高度為59米（即194英尺）。